# Исаков, Семён Иннокентьевич
Семён Иннокентьевич Исаков (1925—2013) — советский учёный, доктор ветеринарных наук, профессор.
Автор свыше 100 опубликованных статей, в том числе 3 монографий, имеет патент на изобретение.

## Биография
Родился 7 ноября 1925 года в селе Буяга Алданского района Якутской АССР в семье потомственного охотника-эвенка.
Когда Семёну было семь лет, его отец погиб, когда преодолевал реку в период ледохода. Вскоре от горя умерла мать, и пятеро детей остались круглыми сиротами — их разобрали родственники. Семёна отдали в школу-интернат. Когда оканчивал Томмотскую среднюю школу, обратился в военкомат с просьбой отправиться на фронт. Был принят в Красную армию десантником-автоматчиком 111-й танковой дивизии, в рядах РККА прослужил рядовым солдатом с июня 1943 по июль 1950 года, воевал на Восточном фронте с Японией.
После демобилизации Семён Исаков работал председателем комитета физкультуры и спорта при исполкоме Якутского районного совета депутатов трудящихся. В октябре 1950 года поступил учиться в Якутский сельскохозяйственный техникум, который окончил в 1954 году и был направлен работать председателем колхоза «Правда». Затем поступил в Якутский государственный университет (ЯГУ, ныне Северо-Восточный федеральный университет имени М. К. Аммосова), после окончания которого много лет работал главным ветеринарным врачом ряда районов Якутской АССР. Одновременно занимался общественной деятельностью — избирался депутатом в Районный совет депутатов трудящихся, работал заместителем и председателем Райисполкома, главным ветеринарным врачом Среднеколымского района (1966—1968).
Будучи студентом ЯГУ, С. И. Исаков начал заниматься наукой. Работая главным ветеринарным врачом Усть-Майского района в 1973 году, он первым из числа ветеринарных врачей республики без отрыва от производства защитил кандидатскую диссертацию на тему «Некоторые вопросы эпизоотологии основных стронгилятозов табунных лошадей Якутии и терапия при этих гельминтозах». С 1975 году, став научным сотрудником Якутского НИИ сельского хозяйства, он начал углубленно заниматься исследованием особо опасных болезней человека и животных — эхинококкоза и альвеококкоза. Проработав над этой малоизученной проблемой более пятнадцати лет, он в 1991 году защитил докторскую диссертацию на тему «Эхинококкоз и альвеококкоз животных в Якутской-Саха ССР (Эпизоотология и меры борьбы)».
Семён Иннокентьевич Исаков с 1975 года вел преподавательскую работу на сельскохозяйственном факультете Якутского государственного университета, а также на факультете ветеринарной медицины Якутской государственной сельскохозяйственной академии (ныне Арктический государственный агротехнологический университет); подготовил 3 доктора и 5 кандидатов наук.
Умер в 2013 году в Якутске.
Награждён орденом Отечественной войны 2-й степени и медалями, в числе которых «За победу над Японией». Удостоен званий «Заслуженный деятель науки РФ» и «Заслуженный ветеринарный врач Республики Саха (Якутия)». Заслуженный ветеран Сибирского отделения РАСХН.